# Красное (Тарногский район)
Красное — село в Тарногском районе Вологодской области. Административный центр Заборского сельского поселения и Заборского сельсовета.
Расстояние до районного центра Тарногского Городка по автодороге — 23 км. Ближайшие населённые пункты — Якушевская, Горяевская, Сметанино, Струково, Фатьяново.
По переписи 2002 года население — 457 человек (204 мужчины, 253 женщины). Преобладающая национальность — русские (99 %).